# Апије Јуније Силан
Апије Јуније Силан (лат. Appius Iunius Silanus; умро 43), кога Касије Дион назива Гај Апије Силан (лат. Gaius Appius Silanus), био је римски конзул 28. године нове ере, са Публијем Силијем Нервом као ко-конзулом. Оптужен је за издају 32. године, заједно са већим бројем сенатора, али су њега и Гаја Калвисија Сабина спасли један од доушника, Целс, трибун градске кохорте.
Недуго након ступања цара Клаудија на престо, 41. године, када је Силан био гувернер Тараконске Хиспаније, позван је назад у Рим и оженио се Домицијом Лепидом Млађом, мајком царице Месалине. Третиран је с највећим почастима, али је убрзо погубљен након што је одбио удварање саме Месалине. Месалина и Тиберије Клаудије Нарцис, Клаудијев ослобођеник, оптужили су га да је кује заверу за убиство Клаудија и тврдили да су га у сновима видели како покушава да убије цара.
Силаново сродство са другим Јунијима Силанима је непознато. Према историчару Роналду Сајму, он, Децим Јуније Силан, који је имао аферу са Јулијом Млађом, и Марко Јуније Силан, који је био конзул 15. године, били су синови Гаја Јунија Силана, конзула 10. године. Понекад се меша са Марком Јунијем Силаном Торкватом, конзулом 19. године. Иако Сајм тврди да је Силан и Домиција нису имали деце, Џудит Гинзбург идентификује Силана као оца Марка Јунија Силана, суфект конзула 54. или 55. године.